# Hornet Stadium
El Hornet Stadium es un estadio para Fútbol americano ubicado en la ciudad de Sacramento, estado de California, EE. UU., cuenta con una capacidad para 21,195 personas sentadas. Está ubicado en la Universidad Estatal de Sacramento.
Se terminó de construir en 1969, es casa del equipo colegial Sacramento State Hornets y Sacramento Mountain Lions de la United Football League. También fue casa de Sacramento Surge de la WLAF y de los Sacramento Gold Miners de la Canadian Football League.